# Уравнение Пикара — Фукса
Уравнение Пикара — Фукса — линейное обыкновенное дифференциальное уравнение, решения которого описывают периоды эллиптических кривых. Названо в честь Эмиля Пикара и Лазаруса Фукса.

## Определение
Пусть
{\displaystyle j={\frac {g_{2}^{3}}{g_{2}^{3}-27g_{3}^{2}}}}
является j-инвариантом с модулярными инвариантами {\displaystyle g_{2}} и {\displaystyle g_{3}} эллиптической кривой в форме Вейерштрасса:
{\displaystyle y^{2}=4x^{3}-g_{2}x-g_{3}.\,}
Отметим, что j-инвариант является изоморфизмом с римановой поверхности {\displaystyle \mathbb {H} /\Gamma } на риманову сферу {\displaystyle \mathbb {C} \cup \{\infty \}}; где {\displaystyle \mathbb {H} } — верхняя полуплоскость, а {\displaystyle \Gamma } — модулярная группа. Тогда уравнение Пикара-Фукса имеет вид
{\displaystyle {\frac {d^{2}y}{dj^{2}}}+{\frac {1}{j}}{\frac {dy}{dj}}+{\frac {31j-4}{144j^{2}(1-j)^{2}}}y=0.\,}
В Q-форме оно выглядит следующим образом
{\displaystyle {\frac {d^{2}f}{dj^{2}}}+{\frac {1-1968j+2654208j^{2}}{4j^{2}(1-1728j)^{2}}}f=0.\,}

## Решения
Это уравнение можно привести к форме гипергеометрического дифференциального уравнения. У него есть два линейно независимых решения, называемых периодами эллиптических функций. Отношение этих двух периодов равно отношению периодов τ, стандартной координате на верхней полуплоскости. Однако отношение этих двух решений гипергеометрического уравнения также известно как отображение треугольника Шварца.
Уравнение Пикара-Фукса может быть приведено к форме дифференциального уравнения Римана, и таким образом решения могут быть напрямую выражены с помощью P-функций Римана. Один из вариантов
{\displaystyle y(j)=P\left\{{\begin{matrix}0&1&\infty &\;\\{1/6}&{1/4}&0&j\\{-1/6\;}&{3/4}&0&\;\end{matrix}}\right\}\,}
Можно предложить как минимум четыре метода для нахождения обратной j-функции.
Дедекинд определяет j-функцию через её Шварцеву производную в своём письме Борхардту. В виде простейшей дроби она раскрывает геометрию фундаментальной области:
{\displaystyle 2(S\tau )(j)={\frac {1-{\frac {1}{4}}}{(1-j)^{2}}}+{\frac {1-{\frac {1}{9}}}{j^{2}}}+{\frac {1-{\frac {1}{4}}-{\frac {1}{9}}}{j(1-j)}}={\frac {3}{4(1-j)^{2}}}+{\frac {8}{9j^{2}}}+{\frac {23}{36j(1-j)}}}
где (Sƒ)(x) — Шварцева производная ƒ по отношению к x.

## Обобщение
В алгебраической геометрии было показано, что это уравнение является частным случаем общего явления, связности Гаусса — Манина.

### Педагогические
- Schnell, Christian, On Computing Picard-Fuchs Equations (PDF)
- J. Harnad and J. McKay, Modular solutions to equations of generalized Halphen type, Proc. R. Soc. Lond. A 456 (2000), 261—294,